# Ruta Estatal de Arizona 287
La Ruta Estatal de Arizona 287, y abreviada SR 287 (en inglés: Arizona State Route 287) es una carretera estatal estadounidense ubicada en el estado de Arizona. La carretera inicia en el oeste desde la SR 84  , SR 387   en Casa Grande hacia el este en la SR 79     en Florence. La carretera tiene una longitud de 51,6 km (32.07 mi).

## Mantenimiento
Al igual que las autopistas interestatales, y las rutas federales y el resto de carreteras estatales, la Ruta Estatal de Arizona 287 es administrada y mantenida por el Departamento de Transporte de Arizona por sus siglas en inglés ADOT.

## Cruces
La Ruta Estatal de Arizona 287 es atravesada principalmente por la  I 10     en Casa Grande.